# Волейбол на летних Олимпийских играх 1968 (квалификация)

## Мужчины
Среди мужчин отдельный квалификационный турнир прошёл в 1967 году среди азиатских сборных команд. Победу в нём одержала Япония, завоевав путёвку на Игры XIX Олимпиады.
Остальные 9 путёвок получили следующие сборные:
Мексика — хозяин Олимпиады;
СССР — олимпийский чемпион 1964 года;
Чехословакия — чемпион мира 1966 года;
Румыния — по итогам чемпионата мира 1966 года (серебряный призёр);
ГДР — по итогам чемпионата мира 1966 года (4-е место);
Польша — по итогам чемпионата Европы 1967 года (бронзовый призёр);
США — победитель Панамериканских игр 1967 года;
Бразилия — по итогам Панамериканских игр 1967 года (серебряный призёр);
Тунис — чемпион Африки 1967 года.
От участия в олимпийском волейбольном турнире отказались Тунис и Румыния. Вместо них освободившиеся путёвки получили Болгария и Бельгия.

## Женщины
Квалификация (отборочный турнир) волейбольного турнира Игр XIX Олимпиады среди женщин прошла с 23 по 28 сентября 1968 года в городе Славонски-Брод (Хорватия) с участием 6 национальных сборных команд. Были разыграны две путёвки на Олимпийские игры, обладателями которых стали Чехословакия и Польша.
Остальные 6 путёвок получили:
Мексика — хозяин Олимпиады;
Япония — олимпийский чемпион 1964 года;
СССР — по итогам Олимпийских игр 1964 года;
США — по итогам чемпионата мира 1967 года (серебряный призёр);
Южная Корея — по итогам чемпионата мира 1967 года (бронзовый призёр);
Перу — по итогам чемпионата мира 1967 года (4-е место).

### Команды-участницы
Болгария, Венгрия, ГДР, Польша, Чехословакия, Югославия.

### Результаты
| М | Команда      | 1   | 2   | 3   | 4   | 5   | 6   | И | В | П | С/П  | О  |
| - | ------------ | --- | --- | --- | --- | --- | --- | - | - | - | ---- | -- |
| 1 | Чехословакия |     | 3:2 | 3:2 | 3:0 | 3:0 | 3:0 | 5 | 5 | 0 | 15:4 | 10 |
| 2 | Польша       | 2:3 |     | 3:2 | 3:1 | 3:1 | 3:0 | 5 | 4 | 1 | 14:7 | 9  |
| 3 | ГДР          | 2:3 | 2:3 |     | 3:0 | 3:1 | 3:0 | 5 | 3 | 2 | 13:7 | 8  |
| 4 | Венгрия      | 0:3 | 1:3 | 0:3 |     | 3:0 | 3:1 | 5 | 2 | 3 | 7:10 | 7  |
| 5 | Болгария     | 0:3 | 1:3 | 1:3 | 0:3 |     | 3:0 | 5 | 1 | 4 | 5:12 | 6  |
| 6 | Югославия    | 0:3 | 0:3 | 0:3 | 1:3 | 0:3 |     | 5 | 0 | 5 | 1:15 | 5  |

23 сентября: Чехословакия — Венгрия 3:0 (15:11, 15:10, 15:8); Польша — ГДР 3:2; Болгария — Югославия 3:0 (15:9, 17:15, 15:9).
24 сентября: Польша — Венгрия 3:1 (15:8, 16:14, 10:15, 16:14); ГДР — Югославия 3:0 (15:6, 15:8, 15:13); Чехословакия — Болгария 3:0 (15:13, 15:4, 15:8).
25 сентября: ГДР — Болгария 3:1 (15:10, 8:15, 15:6, 15:13); Венгрия — Югославия 3:1; Чехословакия — Польша 3:2.
27 сентября: Польша — Югославия 3:0 (15:0, 15:9, 15:6); Чехословакия — ГДР 3:2; Венгрия — Болгария 3:0 (15:13, 15:6, 15:9).
28 сентября: Чехословакия — Югославия 3:0; Польша — Болгария 3:1 (15:11, 15:6, 14:16, 15:7); ГДР — Венгрия 3:0.

### Итоги
По итогам квалификации две путёвки на Олимпиаду-1968 получили Чехословакия и Польша.